# Saint-André-de-la-Marche
Saint-André-de-la-Marche és un municipi francès situat al departament de Maine i Loira i a la regió de País del Loira. L'any 2007 tenia 2.730 habitants.

## Demografia

### Població
El 2007 la població de fet de Saint-André-de-la-Marche era de 2.730 persones. Hi havia 955 famílies de les quals 170 eren unipersonals (67 homes vivint sols i 103 dones vivint soles), 289 parelles sense fills, 444 parelles amb fills i 52 famílies monoparentals amb fills.
La població ha evolucionat segons el següent gràfic:
Habitants censats

### Habitatges
El 2007 hi havia 1.001 habitatges, 966 eren l'habitatge principal de la família, 8 eren segones residències i 27 estaven desocupats. 979 eren cases i 10 eren apartaments. Dels 966 habitatges principals, 739 estaven ocupats pels seus propietaris, 224 estaven llogats i ocupats pels llogaters i 3 estaven cedits a títol gratuït; 2 tenien una cambra, 35 en tenien dues, 108 en tenien tres, 206 en tenien quatre i 615 en tenien cinc o més. 835 habitatges disposaven pel capbaix d'una plaça de pàrquing. A 354 habitatges hi havia un automòbil i a 564 n'hi havia dos o més.

### Piràmide de població
La piràmide de població per edats i sexe el 2009 era:
| Homes | Edats   | Dones |
| ----- | ------- | ----- |
| 0     | 95 o +  | 12    |
| 0     | 90 a 94 | 12    |
| 12    | 85 a 89 | 32    |
| 8     | 80 a 84 | 0     |
| 24    | 75 a 79 | 52    |
| 20    | 70 a 74 | 44    |
| 24    | 65 a 69 | 20    |
| 24    | 60 a 64 | 12    |
| 44    | 55 a 59 | 52    |
| 52    | 50 a 54 | 56    |
| 128   | 45 a 49 | 76    |
| 100   | 40 a 44 | 108   |
| 84    | 35 a 39 | 96    |
| 88    | 30 a 34 | 88    |
| 116   | 25 a 29 | 88    |
| 88    | 20 a 24 | 92    |
| 68    | 15 a 19 | 132   |
| 84    | 10 a 14 | 132   |
| 100   | 5 a 9   | 72    |
| 88    | 0 a 4   | 96    |

## Economia
El 2007 la població en edat de treballar era de 1.761 persones, 1.435 eren actives i 326 eren inactives. De les 1.435 persones actives 1.346 estaven ocupades (729 homes i 617 dones) i 88 estaven aturades (30 homes i 58 dones). De les 326 persones inactives 131 estaven jubilades, 117 estaven estudiant i 78 estaven classificades com a «altres inactius».

### Ingressos
El 2009 a Saint-André-de-la-Marche hi havia 965 unitats fiscals que integraven 2.790,5 persones, la mediana anual d'ingressos fiscals per persona era de 18.246 €.

### Activitats econòmiques
Dels 111 establiments que hi havia el 2007, 1 era d'una empresa extractiva, 2 d'empreses alimentàries, 4 d'empreses de fabricació de material elèctric, 1 d'una empresa de fabricació d'elements pel transport, 11 d'empreses de fabricació d'altres productes industrials, 31 d'empreses de construcció, 20 d'empreses de comerç i reparació d'automòbils, 6 d'empreses de transport, 4 d'empreses d'hostatgeria i restauració, 2 d'empreses d'informació i comunicació, 2 d'empreses financeres, 4 d'empreses immobiliàries, 7 d'empreses de serveis, 8 d'entitats de l'administració pública i 8 d'empreses classificades com a «altres activitats de serveis».
Dels 36 establiments de servei als particulars que hi havia el 2009, 1 era una oficina de correu, 3 tallers de reparació d'automòbils i de material agrícola, 1 autoescola, 3 paletes, 4 guixaires pintors, 10 fusteries, 3 lampisteries, 2 electricistes, 1 empresa de construcció, 4 perruqueries, 3 restaurants i 1 tintoreria.
Dels 6 establiments comercials que hi havia el 2009, 1 era un supermercat, 1 una fleca, 2 sabateries i 2 floristeries.
L'any 2000 a Saint-André-de-la-Marche hi havia 34 explotacions agrícoles que ocupaven un total de 1.025 hectàrees.

## Equipaments sanitaris i escolars
L'únic equipament sanitari que hi havia el 2009 era una farmàcia.
El 2009 hi havia 2 escoles elementals.

## Poblacions més properes
El següent diagrama mostra les poblacions més properes.